# Вулиці Мелітополя

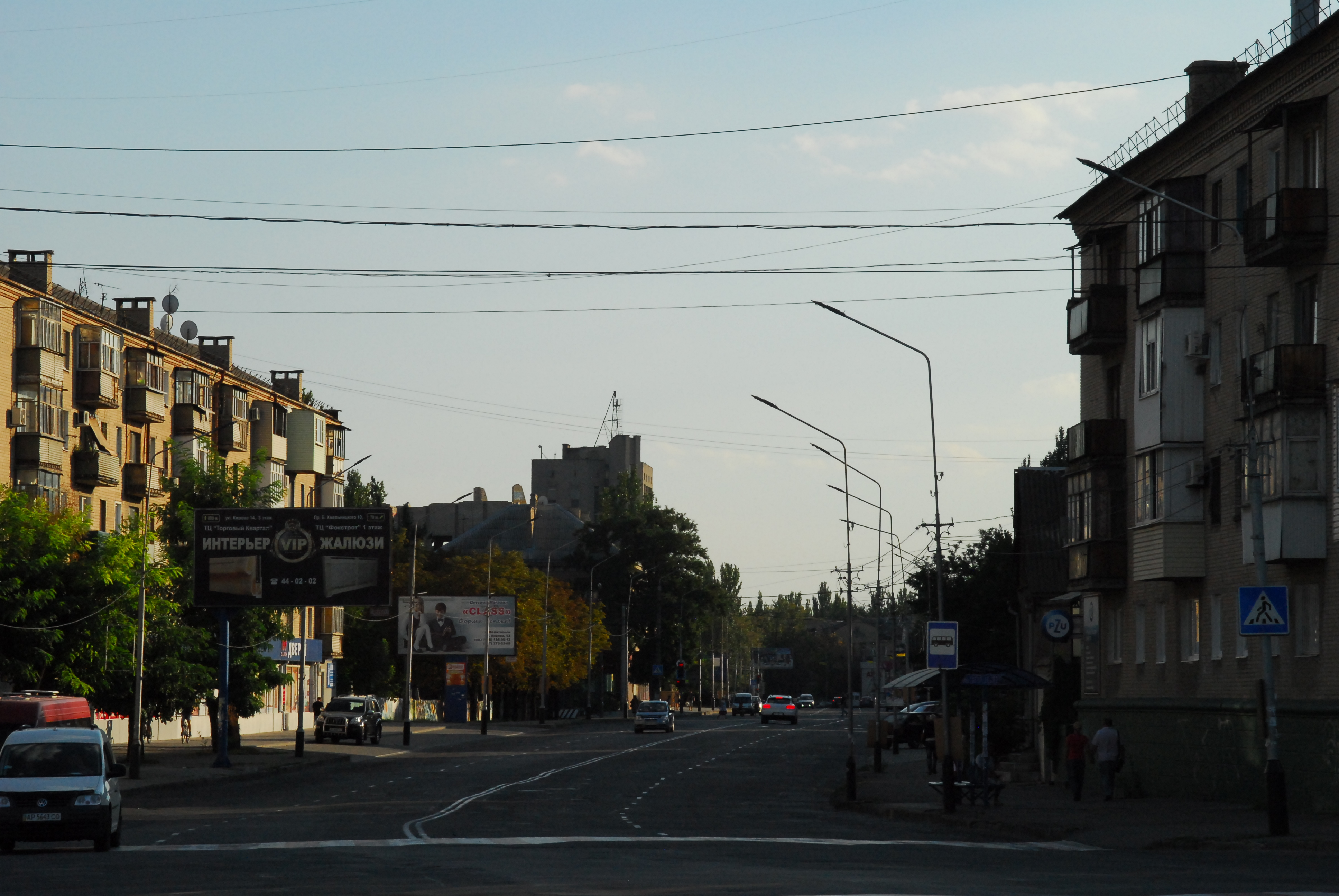
Проспект Богдана Хмельницького — центральна автомагістраль міста Мелітополя

У цій таблиці наведена коротка інформація про всі існуючі площі, проспекти, бульвари, вулиці, провулки, проїзди і шосе міста Мелітополь. Сортування проведено за виданням «Улицы Мелитополя. Историко-географический словарь».
У 1941—1943 роках, під час німецької окупації багато вулиць Мелітополя були перейменовані, в першу чергу ті, назви яких мали відношення до радянської ідеології. Встановити відповідність між назвами німецького і радянського періоду важко.
Слід також враховувати, що на момент першої згадки багато вулиць перебували за межами Мелітополя у складі приєднаних пізніше селищ.
У тому випадку, якщо вулиця розташована в декількох районах міста, вказується той район, до якого належить більша частина вулиці.
Якщо вулиця зі зміненою назвою залишалася в колишніх межах і можна чітко встановити відповідність між старою й новою назвами, вказується дата згадки вулиці під своєю першою назвою. У тому випадку, якщо вулиця утворилася в результаті злиття кількох вулиць або їх ділянок або ж в результаті їх поділу, вказується дата злиття/поділу.
Якщо в минулому вулиця мала інший статус (провулок, проїзд тощо), цей статус вказується поруч з колишнєю назвою.
Для наочності сортування, номера вулиць розташовані після основної назви.
14 квітня 2016 року рішенням виконавчого комітету Мелітопольської міської ради перейменовано 87 вулиць, майданів та провулків.
19 травня 2016 року розпорядженням голови Запорізької ОДА перейменовано ще дві вулиці міста.
23 червня 2016 року виконавчий комітет Мелітопольської міської ради затвердив перелік вулиць, проспектів, бульвару, шосе, провулків, майданів, проїздів у місті Мелітополі.

## Список вулиць
| Сучасна назва             | Тип об'єкта | Довжина, км | Район             | Перша згадка | Колишні назви |
| ------------------------- | ----------- | ----------- | ----------------- | ------------ | --- |
| 8 Березня                 | вулиця      | 0,8         | Центр             | 1929         | Дмитрієвська (?-1929) |
| 9 Січня                   | вулиця      | 1,2         | Північний переїзд | 1946         | |
| 23 Жовтня                 | вулиця      | 2,1         | Круча             | 1957         | |
| 30-річчя Перемоги         | бульвар     | 0,8         | Мікрорайон        | 1966         | Котовського (1966—1975) |
| 50-річчя Перемоги         | проспект    | 2,6         | Мікрорайон        | 1966         | вулиця 4-а Продольна (1966—1995) |
| Абдалієва                 | вулиця      | 0,5         | Центр             | 1950         | Ново-Прорізана (1950—1965) |
| Абрикосовий               | провулок    | 0,26        | Піщане            | 1988         | |
| Авіаторів                 | вулиця      | 1,66        | Північний переїзд | 1994         | |
| Авіаторів                 | провулок    | 0,3         | Північний переїзд | 1994         | |
| Автомобільна              | вулиця      | 0,7         | Чкалова           | 1958         | Дмитра Ульянова (1980—1981) |
| Агрегатна                 | вулиця      | 0,3         | Новий Мелітополь  | 2001         | |
| Агробудівська 1-ша        | вулиця      | 0,38        | Північний переїзд | 1999         | Павла Ловецького (?-1999) |
| Агробудівська 2-га        | вулиця      | 0,35        | Північний переїзд | 1999         | Павла Ловецького (?-1999) |
| Азовський                 | провулок    | 0,46        | Центр             | 1929         | Чичеріна (?-1929) |
| Айвазовського             | вулиця      | 0,6         | Юрівка            | 1960         | |
| Айвазовського             | провулок    | 0,23        | Юрівка            | 1961         | |
| Академіка Корольова       | вулиця      | 2,89        | Новий Мелітополь  | 1939         | Куйбишева (1939—2016) |
| Академіка Корольова       | провулок    | 0,17        | Новий Мелітополь  | 1952         | 1-й Куйбишева (1952—2016) |
| Академіка Корольова 2-й   | провулок    | 0,8         | Новий Мелітополь  | 2001         | 2-й Куйбишева (2001—2016) |
| Академіка Патона          | вулиця      | 0,4         | Юрівка            | 1959         | 3-тя Степова (1959—1965), Лазо (1965—2016) |
| Амет-Хана Султана         | вулиця      | 1,32        | Юрівка            | 1929         | Жовтнева (1929—2016) |
| Бадигіна                  | вулиця      | 1,9         | Піщане            | 1957         | |
| Бадигіна                  | провулок    | 0,64        | Піщане            | 1965         | ділянка вулиці Піщанської (?-1965) |
| Бадигіна 1-й              | провулок    | 1,44        | Піщане            | 1991         | |
| Бадигіна 2-й              | провулок    | 1,48        | Піщане            | 1991         | |
| Бадигіна 3-й              | провулок    | 1,48        | Піщане            | 1991         | |
| Бадигіна 4-й              | провулок    | 1,48        | Піщане            | 1991         | |
| Балковський               | провулок    | 0,44        | Кізіяр            | 1933         | |
| Балтійський               | провулок    | 0,44        | Кізіяр            | 1929         | Леніна (?-1929) |
| Байбулатова               | вулиця      | 0,53        | Центр             | 1923         | провулок Ремесленний (1923—1965) |
| Бердянська                | вулиця      | 0,68        | Піщане            | 1982         | |
| Берегова                  | вулиця      | 2,1         | Піщане            | 1958         | |
| Бєлікіна                  | вулиця      | 0,94        | Юрівка            | 1946         | провулок Степної (1946—1966) |
| Бєлоусова                 | вулиця      | 1,6         | Піщане            | 1946         | |
| Бєлоусова                 | провулок    | 0,49        | Піщане            | 1965         | |
| Бєляєва                   | вулиця      | 1,2         | Центр             | 1924         | Московська (1924—1932), Морозовська (1926) |
| Бєлякова                  | вулиця      | 3,9         | Піщане            | 1946         | |
| Бєлякова                  | провулок    | 0,87        | Піщане            | 1965         | |
| Богдана Хмельницького     | проспект    | 5,2         | Центр             | 1954         | ділянки вулиць: провулок Шацевський (1926—1929), вулиця Воровського (1929—1954); вулиця Якимівська (1897—1921, 1946—1954), вулиця Камєнєва (1921—1946).                                                    |
| Болгарська                | вулиця      | 1,25        | Піщане            | 1960         | Баумана (1960—2016) |
| Бориса Михайлова          | вулиця      | 3,55        | Кізіяр            | 1930         | Велика Просяна (1930-?, між 1943 та 1946), Комінтерна (1946—2016) |
| Бориса Михайлова          | провулок    | 0,31        | Кізіяр            | 1946         | Комінтерна (1946—2016) |
| Брів-ла-Гайард            | вулиця      | 1,28        | Мікрорайон        | 1980         | ділянка бульвара 30-річчя Перемоги |
| Будівельна                | вулиця      | 4,0         | Новий Мелітополь  | 1939         | Будівельна (1957—1981), Ворошилова (1981—2016) |
| Будівельний 1-й           | провулок    | 0,44        | Юрівка            | 1968         | 1-й Будівельний (1968—2001), 1-й Ворошилова (2001—2016) |
| Будівельний 2-й           | провулок    | 0,075       | Юрівка            | 1968         | 2-й Будівельний (1968—2001), 2-й Ворошилова (2001—2016) |
| Вакуленчука               | вулиця      | 1,5         | Центр             | 1941         | |
| Ватутіна                  | вулиця      | 0,36        | Новий Мелітополь  | 1957         | |
| Військкоматський 1-й      | провулок    | 0,37        | Центр             | 1946         | |
| Військкоматський 2-й      | провулок    | 0,34        | Центр             | 1946         | |
| Виноградна                | вулиця      | 2,52        | Новий Мелітополь  | 1939         | Орджонікідзе (1939—14.04.2016) |
| Вишнева                   | вулиця      | 1,7         | Новий Мелітополь  | 1939         | Будьонного (1939—1957), 40-річчя Жовтня (1957—2016) |
| Воїнів-Інтернаціоналістів | вулиця      | 2,9         | Центр             | 1974         | магістраль Південь-Північ (1974—1988) |
| Волинський                | провулок    | 0,35        | Центр             | 1929         | Леніна (?-1929) |
| Володимира Тимошенка      | вулиця      | 1,52        | Юрівка            | 1929         | Пролетарська (1929—2016) |
| Володимира Тимошенка      | провулок    | 0,54        | Юрівка            | 1961         | Пролетарський (1961—2016) |
| Гагаріна                  | вулиця      | 0,35        | Новий Мелітополь  | 1981         | |
| Гвардійська               | вулиця      | 0,54        | Авіамістечко      | 2003         | |
| Генерала Петрова          | вулиця      | 1,2         | Центр             | 1946         | Менжинського (1946–23.05.2016) |
| Генічеська                | вулиця      | 1,0         | Піщане            | 1959         | |
| Героїв Сталінграда        | вулиця      | 0,38        | Мікрорайон        | 1982         | ділянка вулиці Піонерської |
| Героїв Крут               | вулиця      | 1,36        | Червона Гірка     | 1929         | Калиніна (?-1929), Піонерська (1929—2016) |
| Героїв Крут               | провулок    | 0,11        | Червона Гірка     | 1923         | Калиніна (1923—1929), Піонерський (1929—2016) |
| Героїв України            | вулиця      | 2,8         | Центр             | 1939         | Кірова (1939–14.04.2016) |
| Герцена                   | вулиця      | 0,67        | Північний переїзд | 1961         | |
| Гетьмана Сагайдачного     | вулиця      | 3,23        | Центр             | 1895         | Вокзальна (1895—1924, 1941—1943), Фрунзе (1943–14.04.2016) |
| 1-й Гетьмана Сагайдачного | провулок    | 0,16        | Кізіяр            | 1965         | ділянка вулиці Комінтерна (?-1965), 1-й Фрунзе (1965—2016) |
| 2-й Гетьмана Сагайдачного | провулок    | 0,16        | Кізіяр            | 1946         | 2-й Фрунзе (1946—2016) |
| Гетьманська               | вулиця      | 2,8         | Центр             | 1890         | Бульварна (1890—1921), Леніна (1921—2016) |
| Глінки                    | вулиця      | 0,46        | Чкалова           | 1962         | |
| Гоголя                    | вулиця      | 2,7         | Червона Гірка     | 1924         | Троцького (1924—1929) |
| Гоголя                    | провулок    | 0,18        | Червона Гірка     | 1951         | безіменний провулок (?-1951) |
| Грецька                   | вулиця      | 1,36        | Центр             | 1929         | Каспійський провулок (1929—1970), Пахомова (1970—2016) |
| Грибоєдова                | вулиця      | 0,6         | Піщане            | 1966         | |
| Григорія Чухрая           | вулиця      | 0,7         | Центр             | 1929         | Червона (1924), Південна (1924—1929), Артема (1929—2016) |
| Гризодубової              | вулиця      | 1,6         | Мікрорайон        | 1946         | |
| Гризодубової              | провулок    | 0,26        | Мікрорайон        | 1952         | безіменний провулок (?-1952), ділянка вулиці Гризодубової (1952—1966) |
| Грищенка                  | площа       |             | Центр             | 2008         | безіменна площа коло ВАТ «Рефма» (засноване в 1936) |
| Дачний                    | провулок    | 0,3         | Центр             | 1957         | |
| Декабристів               | вулиця      | 1,0         | Юрівка            | 1929         | |
| Декабристів               | провулок    | 0,35        | Юрівка            | 1965         | безіменний провулок (?-1965) |
| Дмитра Грищенка           | вулиця      | 0,79        | Юрівка            | 1946         | 1-а Степова (1946—1965), Луньова (1965—2016) |
| Дмитра Донцова            | вулиця      | 1,04        | Центр             | 1890         | Німецька (1890—1915), Олексіївська (1915—1921, 1941—1943), Карла Радека (1921—1929), Профінтерну (1929—2016)                                                                                               |
| Дніпровський              | провулок    | 0,17        | Центр             | 1929         | Леніна (?-1929) |
| Дружби                    | вулиця      | 3,0         | Центр             | 1946         | Шолохова (1946—1957) |
| Елеваторний               | провулок    | 0,84        | Кізіяр            | 1926         | Кладбищенський (1926—1962) |
| Єврейська                 | вулиця      | 0,15        | Центр             |              | Дагіна (до 2016) |
| Жуковського               | вулиця      | 0,73        | Чкалова           | 1958         | |
| Залізнична                | вулиця      | 1,3         | Північний переїзд | 1953         | Сталінградська (1953—1961) |
| Залізничний               | провулок    | 0,52        | Новий Мелітополь  | 1946         | |
| Запорізька                | вулиця      | 2,0         | Чкалова           | 1965         | Східна (1958—1965), Колгоспна (1939—1965) |
| Запорізький               | провулок    | 0,3         | Центр             | 1929         | Леніна (?-1929) |
| Західно-Лінійна           | вулиця      | 1,1         | Авіамістечко      | 1970         | |
| Зелена                    | вулиця      | 1,0         | Центр             | 1957         | Петровського (?-1957) |
| Зелений                   | провулок    | 0,12        | Центр             | 1965         | безіменний проїзд (?-1965) |
| Зіндельса                 | вулиця      | 0,42        | Новий Мелітополь  | 1954         | 2-а Індустріальна (1954—1965) |
| Зої Космодем'янської      | вулиця      | 1,4         | Піщане            | 1965         | |
| Івана Алєксєєва           | вулиця      | 3,1         | Центр             | 1924         | Каховська (1924—1929, 1941—1943), Крупської (1943—2016) |
| Івана Богуна              | вулиця      | 1,1         | Центр             | 1957         | Папаніна (?-1957), Червоноармійська (1957—2016) |
| Івана Франка              | вулиця      | 3,2         | Новий Мелітополь  | 1939         | Кагановича (1939—1941, 1943—1957), Кримська (1941—1943) |
| Івана Франка 1-й          | провулок    | 0,29        | Юрівка            | 1967         | |
| Івана Франка 2-й          | провулок    | 0,14        | Юрівка            | 1969         | |
| Іллі Стамболі             | вулиця      | 1,87        | Центр             | 1897         | Петровська (1897—1921), Петровського (1921—2016) |
| Індустріальна             | вулиця      | 0,89        | Новий Мелітополь  | 1934         | |
| Інтеркультурна            | вулиця      | 6,8         | Центр             | 1929         | Торгова (1889—1921), Троцького (1921—1929), Ново-Миколаївська (?-1929), селище Журавльовка (кін. XIX ст.-1929), 6 Жовтня (1941—1943), Дзержинського (1943—2016)                                            |
| Істоміна                  | вулиця      | 1,0         | Піщане            | 1959         | |
| Казарцева                 | вулиця      | 0,53        | Мікрорайон        | 1966         | 3-я Продольна (1966—1987) |
| Каспійська                | вулиця      | 1,4         | Центр             | 1957         | |
| Каховська                 | вулиця      | 0,98        | Центр             | 1962         | провулки 1-й Каховський (1951—1962), 2-й Каховський (1951—1962) та 3-й Каховський (1952—1962) |
| Каховське                 | шосе        | 1,9         | Піщане            | 1954         | Каховська дорога |
| Київський                 | провулок    | 0,15        | Центр             | 1929         | Леніна (?-1929) |
| Кізіярська                | вулиця      | 2,5         | Червона Гірка     | 1946         | |
| Козацька                  | вулиця      | 1,3         | Чкалова           | 1965         | ділянка вулиці Червонофлотської, Желєзнякова (1965—2016) |
| Колосова                  | вулиця      | 0,62        | Юрівка            | 1988         | |
| Компресорний              | провулок    | 0,19        | Центр             | 1957         | |
| Корвацького               | проїзд      | 1,57        | Мікрорайон        | 2000         | безіменний проїзд (?-2000) |
| Короленка                 | вулиця      | 0,69        | Новий Мелітополь  | 1939         | |
| Костенка                  | вулиця      | 1,2         | Центр             | 1897         | Кримська (1897—1921), Пахомова (1921—1939), провулок 1-й Кірова (1939—1965), ділянка вулиці Кірова |
| Котляревського            | вулиця      | 0,68        | Новий Мелітополь  | 1993         | |
| Коцюбинського             | вулиця      | 0,54        | Червона Гірка     | 1923         | Троцького (1923—1929) |
| Коцюбинського             | провулок    | 0,27        | Червона Гірка     | 1953         | |
| Коцюбинського 1-й         | провулок    | 0,19        | Червона Гірка     | 1929         | Троцького (?-1929) |
| Крилова                   | вулиця      | 0,38        | Піщане            | 1968         | |
| Крилова 1-й               | провулок    | 0,47        | Піщане            | 1968         | |
| Крилова 2-й               | провулок    | 0,56        | Піщане            | 1968         | |
| Крилова 3-й               | провулок    | 0,375       | Піщане            | 1968         | |
| Кримська                  | вулиця      | 1,24        | Центр             | 1957         | |
| Кримський                 | провулок    |             | Центр             | 1957         | Фурманова (1957-2016) |
| Курчатова                 | вулиця      | 1,3         | Піщане            | 1967         | |
| Лабораторна               | вулиця      | 0,38        | Центр             | 1939         | 1-а Бела Куна (1929—1939), 2-а Бела Куна (1925—1939) |
| Леваневського             | вулиця      | 2,0         | Піщане            | 1946         | |
| Лермонтова                | вулиця      | 1,0         | Червона Гірка     | 1946         | |
| Лесі Українки             | вулиця      | 2,17        | Піщане            | 1957         | Ляпидевського (?-1957) |
| Лисконоженка              | вулиця      | 1,33        | Піщане            | 1964         | |
| Лінійна                   | вулиця      | 2,25        | Юрівка            | 1931         | |
| Лінійний 2-й              | провулок    | 0,22        | Юрівка            | 1929         | |
| Лінійний 3-й              | провулок    | 0,22        | Юрівка            | 1931         | |
| Лінійний 4-й              | провулок    | 0,2         | Юрівка            | 1939         | |
| Локомотивна               | вулиця      | 1,3         | Північний переїзд | 1957         | Локомотивна (1957—1981), Дмитра Ульянова (1957—2016) |
| Ломоносова                | вулиця      | 5,71        | Кізіяр            | 1939         | Сталіна (1939—1961) |
| Ломоносова                | провулок    | 0,22        | Мікрорайон        | 1963         | Безіменний (?-1963) |
| Ломоносова 1-й            | провулок    | 0,35        | Чкалова           | 2001         | |
| Лютнева                   | вулиця      | 2,33        | Юрівка            | 1929         | |
| Лютневий 1-й              | провулок    | 0,81        | Юрівка            | 1946         | |
| Лютневий 2-й              | провулок    | 0,53        | Юрівка            | 1950         | |
| Макаренка                 | провулок    | 0,3         | Кізіяр            | 1958         | |
| Макарова                  | вулиця      | 0,2         | Піщане            | 1957         | |
| Малинова                  | вулиця      | 1,54        | Новий Мелітополь  | 1939         | Щорса (1939—2016) |
| Малюги                    | вулиця      | 2,17        | Юрівка            | 1953         | Транспортна (1953—1965) |
| Малюги 1-й                | провулок    | 0,45        | Юрівка            | 1967         | |
| Малюги 2-й                | провулок    | 0,6         | Юрівка            | 1968         | |
| Марії Батракової          | вулиця      | 2,38        | Круча             | 1953         | Комсомольська (1953—2016) |
| Марії Батракової          | провулок    | 0,28        | Круча             | 1953         | Комсомольський (1953—2016) |
| Маяковського              | вулиця      | 1,03        | Новий Мелітополь  | 1939         | |
| Медова                    | вулиця      | 0,35        | Новий Мелітополь  | 1960         | Гайдара (1960–4.04.2016) |
| Мелітопольських Дивізій   | вулиця      | 1,12        | Центр             | 1953         | Дачна (1953—1975) |
| Менделєєва                | вулиця      | 0,83        | Північний переїзд | 1958         | |
| Мечникова                 | вулиця      | 0,87        | Північний переїзд | 1959         | |
| Миколи Філібера           | вулиця      | 0,68        | Червона Гірка     | 1957         | Бабушкіна (1957—2016) |
| Михайла Грушевського      | вулиця      | 1,18        | Центр             | 1889         | Воронцовська (1889—1921), Трудова (?, до 1924), Карла Маркса (1924—2016) |
| Михайла Кравця            | вулиця      | 0,91        | Чкалова           | 1954         | Ленінградська (1954—2016) |
| Михайла Кравця            | провулок    | 0,21        | Чкалова           | 1954         | Ленінградський (1954—2016) |
| Михайла Оратовського      | вулиця      | 4,1         | Піщане            | 1939         | Калиніна (1939—2016) |
| Михайла Оратовського      | провулок    | 1,45        | Піщане            | 1965         | безіменний проїзд (?-1965), Калиніна (1965—2016) |
| Миру                      | вулиця      | 0,67        | Північний переїзд | 1946         | Молотова (1946—1957) |
| Мініна                    | вулиця      | 0,54        | Юрівка            | 1960         | ділянка вулиці Аеродромної (1946—1960), Єсеніна (1960—1961) |
| Мініна                    | провулок    | 0,33        | Юрівка            | 1939         | 1-й Аеродромний (1939—1960) |
| Мічуріна                  | вулиця      | 0,87        | Новий Мелітополь  | 1957         | |
| Молодіжна                 | вулиця      | 2,88        | Новий Мелітополь  | 1939         | Мікояна (1939—1957) |
| Молодіжний                | провулок    | 0,17        | Новий Мелітополь  | 1957         | Мікояна (?-1957) |
| Молодогвардійців          | вулиця      | 1,4         | Чкалова           | 1965         | ділянка вулиці Осипенко |
| Молочна                   | вулиця      | 0,74        | Центр             | 1939         | |
| Монастирська              | вулиця      | 2,1         | Центр             | 1929         | провулок Шацевський, провулок Воровського, ділянка вулиці Великої, Воровського (1929—2016) |
| Монастирський 1-й         | провулок    | 0,35        | Центр             | 1946         | 1-й Воровського (1946—2016) |
| Монастирський 2-й         | провулок    | 0,4         | Центр             | 1957         | 2-й Воровського (1957—2016) |
| Моторна                   | вулиця      | 1,12        | Піщане            | 1968         | |
| Мурманський               | провулок    | 0,715       | Центр             | 1951         | безіменний провулок (?-1951) |
| Нахімова                  | вулиця      | 0,3         | Піщане            | 1957         | |
| Незалежності              | вулиця      | 1,6         | Чкалова           | 1992         | |
| Некрасова                 | вулиця      | 0,35        | Червона Гірка     | 1923         | |
| Некрасова 1-й             | провулок    | 0,88        | Червона Гірка     | 1923         | |
| Некрасова 2-й             | провулок    | 0,18        | Червона Гірка     | 1923         | |
| Нестеренка                | вулиця      | 0,59        | Кізіяр            | 1939         | провулок Нафтоскладський (1939—1965) |
| Нова                      | вулиця      | 0,88        | Центр             | 1946         | |
| Ногайська                 | вулиця      | 0,83        | Юрівка            | 1929         | Федорівська (?-1929), Цюрупи (1929—2016) |
| 2-й Ногайський            | провулок    | 0,25        | Юрівка            | 1939         | 2-й Цюрупи (1939—2016) |
| 3-й Ногайський            | провулок    | 0,15        | Юрівка            | 1939         | 3-й Цюрупи (1939—2016) |
| 4-й Ногайський            | провулок    | 0,18        | Юрівка            | 1939         | 4-й Цюрупи (1939—2016) |
| Олега Кошового            | вулиця      | 1,47        | Піщане            | 1965         | |
| Олександра Довженка       | вулиця      | 1,38        | Червона Гірка     | 1990         | ділянка вулиці Олександра Невського (1890—1990), Карла Лібкнехта (1990—2016) |
| Олександра Довженка 1-й   | провулок    | 0,38        | Червона Гірка     | 1939         | 1-й Карла Лібкнехта (1939—2016) |
| Олександра Довженка 2-й   | провулок    | 1,54        | Червона Гірка     | 1939         | 2-й Карла Лібкнехта (1939—2016) |
| Олександра Невського      | вулиця      | 4,73        | Центр             | 1890         | Карла Лібкнехта (1921—1990) |
| Олександра Тишлера        | вулиця      | 1,18        | Кізіяр            | 1929         | Богадельна (?-1929), Котовського (1929—2016) |
| Олександра Тишлера        | провулок    | 1,22        | Мікрорайон        | 1933         | Котовського (1933—2016) |
| Олександра Фесюка         | вулиця      | 0,125       | Центр             | 1923         | Соловйовська (1923—1929), Червоногвардійська (1929—2016) |
| Олександра Чигріна        | вулиця      | 0,55        | Центр             | 1929         | Денисівська (?-1929), Чичеріна (1929—2016) |
| Олеся Гончара             | вулиця      | 1,15        | Червона Гірка     | 1923         | Горького (1923—1929), Червонофлотська (1929—2016) |
| Осипенко                  | вулиця      | 1,26        | Мікрорайон        | 1946         | |
| Осипенко 1-й              | провулок    | 0,22        | Кізіяр            | 1951         | безіменний провулок (?-1951) |
| Осипенко 2-й              | провулок    | 0,26        | Кізіяр            | 1955         | |
| Островського              | вулиця      | 1,85        | Новий Мелітополь  | 1939         | |
| Островського 1-й          | провулок    |             | Новий Мелітополь  | 2001         | |
| Островського 2-й          | провулок    | 0,37        | Новий Мелітополь  | 2001         | |
| Павла Дзяковича           | вулиця      | 2,16        | Кізіяр            | 1929         | Мала Просяна (1929-?), Радянська (1945), Комунарів (1945—2016) |
| Павла Дзяковича           | провулок    | 0,6         | Кізіяр            | 1939         | Сталіна (1939—1961), Комунарів (1961—2016) |
| Павла Ловецького          | вулиця      | 2,13        | Північний переїзд | 1954         | Жданова (1954—1989) |
| Павла Ловецького          | провулок    | 0,31        | Північний переїзд | 2001         | |
| Павла Сивицького          | вулиця      | 2,42        | Піщане            | 1939         | Тельмана (1939—2016) |
| Павла Сивицького          | провулок    | 0,86        | Піщане            | 1965         | ділянка вулиці Піщанської (?-1965), Тельмана (1965—2016) |
| Павла Тичини              | вулиця      | 0,56        | Новий Мелітополь  | 2001         | |
| Панаса Мирного            | вулиця      | 0,83        | Піщане            | 1959         | |
| Панаса Мирного            | провулок    | 0,31        | Піщане            | 2001         | |
| Паркова                   | вулиця      | 0,39        | Центр             | 1950         | |
| Паровозний                | провулок    | 0,285       | Юрівка            | 1958         | |
| Пасова                    | вулиця      | 0,41        | Центр             | 1897         | Миколаївська (1897—1921) |
| Перекопська               | вулиця      | 1,08        | Новий Мелітополь  | 1939         | |
| Перемоги                  | площа       |             | Центр             | 1960         | безіменна центральна міська площа (?-1960), Центральна (1960—1965) |
| Петра Дорошенка           | вулиця      | 1,78        | Центр             | 1924         | Брянська (1924—1929), Горького (1929–14.04.2016) |
| Петропавлівська           | вулиця      | 0,79        | Центр             | 1897         | Петро-Павлівська (1897—1921), Урицького (1921—2016) |
| Петропавлівський          | провулок    | 0,38        | Центр             | 1924         | Урицького (1924—2016) |
| Пирогова                  | вулиця      | 0,61        | Юрівка            | 1939         | 2-й Аеродромний провулок (1939—1960) |
| Пилипа Орлика             | вулиця      | 0,46        | Юрівка            | 1946         | Степова 2-а (1946—1965), Блюхера (1965—2016) |
| Піщанська                 | вулиця      | 2,88        | Піщане            | 1946         | |
| Південна                  | вулиця      | 1,85        | Піщане            | 1963         | Постишева (1963) |
| Південний                 | провулок    | 0,44        | Центр             | 1929         | Чичеріна (?-1929) |
| Південно-Лінійна          | вулиця      |             | Центр             | 1947         | |
| Північна                  | вулиця      | 0,9         | Північний переїзд | 1994         | |
| Північний                 | провулок    | 0,53        | Центр             | 1929         | Чичеріна (?-1929) |
| Північний 1-й             | провулок    | 0,305       | Північний переїзд | 1994         | |
| Північно-Лінійна          | вулиця      | 2,83        | Північний переїзд | 1939         | |
| Північно-Лінійний 1-й     | провулок    | 0,225       | Північний переїзд | 1939         | |
| Північно-Лінійний 2-й     | провулок    | 0,225       | Північний переїзд | 1954         | |
| Підгірна                  | вулиця      | 2,17        | Круча             | 1939         | |
| Підгірний                 | провулок    | 0,5         | Круча             | 1951         | безіменний провулок (?-1951) |
| Пожарського               | вулиця      | 1,15        | Юрівка            | 1960         | ділянка вулиці Аеродромної (1946—1960) |
| Покровська                | вулиця      | 2,0         | Центр             | 1897         | 1-й відрізок: Кузнечна (1890—1921), Пролетарська (1921—1929); 2-й відрізок: Федорівська (1897—1921, 1941—1943), Луначарського (1943—2016)                                                                  |
| Польова                   | вулиця      | 1,38        | Новий Мелітополь  | 1939         | |
| Професора Танатара        | вулиця      | 1,97        | Північний переїзд | 1946         | Весела, Московська (до 2016) |
| Професора Танатара        | провулок    | 0,26        | Кізіяр            | 1946         | Московський (1946—2016) |
| Професора Тоцького        | провулок    | 0,23        | Чкалова           | 2001         | 2-й Ленінградський (2001—2016) |
| Пушкіна                   | вулиця      | 4,11        | Червона Гірка     | 1924         | Луначарського (1924—1929) |
| Пушкіна                   | провулок    | 0,19        | Мікрорайон        | 1960         | Безіменний (?-1960) |
| Радищева                  | вулиця      | 0,89        | Юрівка            | 1960         | |
| Радищева                  | провулок    | 0,24        | Юрівка            | 1960         | |
| Рєпіна                    | вулиця      | 0,71        | Юрівка            | 1964         | |
| Рєпіна                    | провулок    | 0,87        | Юрівка            | 1967         | |
| Річкова                   | вулиця      | 1,06        | Центр             | 1955         | провулок Річний (1955—1957) |
| Річковий                  | провулок    | 0,2         | Центр             | 1965         | безіменний провулок (?-1965) |
| Робоча                    | вулиця      | 0,45        | Центр             | 1922         | Сімферопольська (1922—1929) |
| Ростовський               | провулок    | 0,26        | Центр             | 1929         | Леніна (?-1929) |
| Садова                    | вулиця      | 1,15        | Центр             | 1946         | Садова (1946—1975), Бронзоса (1975—2016) |
| Садовий                   | провулок    | 0,5         | Центр             | 1946         | |
| Садстанції                | вулиця      | 0,46        | Центр             | 1958         | |
| Свободи                   | вулиця      | 1,64        | Чкалова           | 1992         | |
| Севастопольська           | вулиця      | 0,6         | Чкалова           | 1957         | |
| Селянська                 | вулиця      | 0,62        | Червона Гірка     | 1889         | Кізіярська (1889—1921), Ново-Кізіярська (1924) |
| Селянський                | провулок    | 0,145       | Червона Гірка     | 1897         | Кізіярський форштадт (1897—1921), Селянський форштадт (1921—1929, 1939—1941) |
| Серафимовича              | вулиця      | 0,7         | Новий Мелітополь  | 1939         | |
| Сєдовців                  | вулиця      | 1,53        | Центр             | 1940         | |
| Сєдовців                  | провулок    | 0,655       | Центр             | 1965         | безіменний провулок (?-1965) |
| Сєрова                    | вулиця      | 0,74        | Північний переїзд | 1946         | |
| Сєрова                    | провулок    | 1,46        | Північний переїзд | 1946         | |
| Сєрова 1-й                | провулок    | 0,415       | Північний переїзд |              | |
| Сидоренка                 | вулиця      | 0,43        | Центр             | 2002         | ділянка вулиці Вакуленчука |
| Силікатна                 | вулиця      | 0,23        | Кізіяр            | 1979         | |
| Силікатний 1-й            | провулок    | 0,25        | Кізіяр            | 1957         | |
| Силікатний 2-й            | провулок    | 0,42        | Кізіяр            | 1958         | |
| Сирцова                   | вулиця      | 0,39        | Центр             | 1951         | провулок Чичеріна (1951—1966) |
| Сімферопольська           | вулиця      | 1,89        | Піщане            | 1959         | |
| Скіфська                  | вулиця      | 1,8         | Юрівка            | 1929         | Першотравнева (1929—2016) |
| Сковороди                 | вулиця      | 0,7         | Новий Мелітополь  | 1993         | |
| Соборна                   | площа       |             | Центр             | 1895         | Базарна (1895—1921), Революції (1921—2016) |
| Сопіна                    | вулиця      | 2,255       | Кізіяр            | 1947         | Параллельна (1947—1965) |
| Сопіна                    | провулок    | 0,21        | Кізіяр            | 1966         | |
| Староміська               | вулиця      | 0,46        | Центр             | 1890         | Харківська (1890—1921), Раковського (1921—1929), Красіна (1929—2016). |
| Станіславського           | вулиця      | 1,99        | Центр             | 1946         | |
| Степова                   | вулиця      | 0,3         | Юрівка            | 1929         | Степова (?-1929), Войкова (1929——2016) |
| Степовий                  | провулок    | 0,54        | Юрівка            | 1934         | Войкова (1934—2016) |
| Суворова                  | вулиця      | 1,63        | Чкалова           | 1946         | |
| Суворова                  | провулок    | 0,31        | Чкалова           | 2001         | |
| Сухова                    | вулиця      | 1,54        | Центр             | 1946         | Дачна (?-1946) |
| Східний                   | провулок    | 0,33        | Центр             | 1929         | Чичеріна (?-1929) |
| Таврійська                | вулиця      | 0,21        | Чкалова           | 1957         | |
| Тимірязєва                | вулиця      | 0,445       | Юрівка            | 1968         | |
| Тимошенка                 | площа       |             | Піщане            | 1997         | безіменна площа між заводами Авткольорлит та АвтоЗАЗ-Мотор (?-1997) |
| Толбухіна                 | вулиця      | 0,6         | Піщане            | 1960         | |
| Толстого                  | вулиця      | 0,57        | Червона Гірка     | 1923         | |
| Толстого                  | провулок    | 0,235       | Червона Гірка     | 1929         | |
| Тополина                  | вулиця      | 0,73        | Північний переїзд | 1994         | |
| Українська                | вулиця      | 1,54        | Північний переїзд | 1929         | Абакумовська (?-1929), Радянська (1929—2016) |
| Український               | провулок    | 0,16        | Північний переїзд | 1984         | Радянський (1984—2016) |
| Університетська           | вулиця      | 2,64        | Центр             | 1897         | Маріїнська (1897—1921), Маріїнський проспект (дорев.), Поштова (дорев., 1941—1943), Свердлова (до 14 квітня 2016)                                                                                          |
| Університетський          | провулок    | 0,39        | Центр             | 1965         | ділянка вулиці 8 Березня (?–1965), Свердлова (1965—2016) |
| Ушакова                   | вулиця      | 2,1         | Піщане            | 1959         | |
| Фролова                   | вулиця      | 0,79        | Центр             | 1929         | |
| Фучика                    | вулиця      | 0,78        | Центр             | 1965         | ділянка вулиці Чичеріна (?-1965) |
| Фучика                    | провулок    | 0,25        | Центр             | 1965         | 2-й Чичеріна (?-1965) |
| Харківська                | вулиця      | 1,26        | Юрівка            | 1946         | Андреєва (1946—1957) |
| Ціолковського             | вулиця      | 0,765       | Північний переїзд | 1960         | |
| Чайковського              | вулиця      | 3,26        | Північний переїзд | 1931         | |
| Чайковського 1-й          | провулок    | 0,32        | Кізіяр            | 1931         | |
| Чайковського 2-й          | провулок    | 0,33        | Північний переїзд | 1947         | |
| Чайковського 3-й          | провулок    | 0,44        | Кізіяр            | 1930         | |
| Челюскінців               | вулиця      | 0,83        | Червона Гірка     | 1939         | |
| Челюскінців               | провулок    | 0,66        | Червона Гірка     | 1939         | |
| Челюскінців               | проїзд      | 0,18        | Червона Гірка     | 1962         | |
| Червоногірська            | вулиця      | 1,4         | Круча             | 1957         | |
| Черепанових               | вулиця      | 0,6         | Юрівка            | 1961         | |
| Черешнева                 | вулиця      | 1,4         | Новий Мелітополь  | 1939         | Чапаєва (1939—2016) |
| Черешневий                | провулок    | 0,35        | Новий Мелітополь  | 1939         | Чапаєва (1939—2016) |
| Чернишевського            | вулиця      | 1,31        | Центр             | 1897         | 1-а ділянка: Василівська (1897—1921), Скрипника (1921—193?); 2-а ділянка: Сімферопольська (1897—1912), Гоголівська (1912—1929); 3-а ділянка: Кримський форштадт (1912—1921), форштадт Пахомова (1921—1929) |
| Чернишевського 1-й        | провулок    | 0,21        | Центр             | 1939         | |
| Чернишевського 2-й        | провулок    | 0,11        | Центр             | 1939         | |
| Чернишевського 3-й        | провулок    | 0,19        | Центр             | 1946         | |
| Чехова                    | вулиця      | 0,37        | Червона Гірка     | 1924         | Троїцька (до 1924), Верхня Троїцька (до 1924), 2-га Шевченка (1924—1929) |
| Чехова 1-й                | провулок    | 0,54        | Червона Гірка     | 1933         | |
| Чехова 2-й                | провулок    | 0,25        | Червона Гірка     | 1939         | |
| Чкалова                   | вулиця      | 5,16        | Північний переїзд | 1946         | |
| Чкалова                   | провулок    | 0,64        | Чкалова           | 1992         | |
| Шевченка                  | вулиця      | 0,49        | Червона Гірка     | 1897         | Семенівська (1897—1921) |
| Шкільна                   | вулиця      | 0,56        | Юрівка            | 1951         | 2-а Пролетарська (1951—1961) |
| Шмідта                    | вулиця      | 2,21        | Центр             | 1929         | Ново-Миколаївська (?-1929) |
| Шмідта                    | провулок    | 0,25        | Центр             | 1965         | |
| Штевньова                 | вулиця      | 0,94        | Північний переїзд | 1954         | Путейська (1954—1965) |
| Штевньова                 | провулок    | 0,22        | Північний переїзд | 1965         | ділянка вулиці Котовського (?-1965) |
| Юр'ївська                 | вулиця      | 2,32        | Юрівка            | 1946         | Раскової (1946—2016) |
| Ялтинська                 | вулиця      | 1,1         | Піщане            | 1959         | Ялтинська (1959—1977), 60-річчя Жовтня (1977—2016) |
| Ярослава Мудрого          | вулиця      | 1,03        | Центр             | 1923         | Рози Люксембург (1923—2016) |
| Ярослава Мудрого          | провулок    | 0,16        | Центр             | 1954         | Рози Люксембург (1954—2016) |

## Цікаві факти
- Всього в Мелітополі 334 вулиці. Серед них:
  - вулиць — 197;
  - провулків — 129;
  - майданів — 2;
  - проїздів — 2;
  - проспектів — 2;
  - бульварів — 1;
  - шосе — 1[4].
- Загальна довжина вулиць — 336 км.
- Середня довжина вулиць всіх типів — 1,03 км, середня довжина вулиць — 1,38 км, середня довжина провулків — 0,42 км.
- Середня дата першої згадки про вулицю — 1950 рік. 17 вулиць відомі ще з XIX століття, 14 з'явилися після 2000 року.
- Найбільший порядковий номер вулиці — 4 (4-й провулок Бадигіна на Піщаному, 4-й Ногайський провулок і 4-й Лінійний провулок на Юрівці). Також в різний час існували 6-й Леніна і 5-й Степовий провулки.
- Найдовша вулиця — Інтеркультурна (до 2016 року — Дзержинського), що проходить через все місто зі сходу на захід (6,8 км), а найкоротша — 2-й Будівельний провулок (до 2016 року — провулок Ворошилова) на Юрівці (75 метрів).
- Найбільший номер будинку — 478 (вулиця Пушкіна).
- 11 провулків виявилися довшими однойменних вулиць. Найбільші показники мають 1-й провулок Некрасова на Червоній Гірці (більше в 2,5 рази) і провулок Сєрова на Північному переїзді (більше в 1,97 разів). За абсолютними ж значенням найдовший провулок міста — 2-й провулок Олександра Довженка на Червоній Гірці завдовжки в півтора кілометри.
- Найдовша назва вулиці — Воїнів-Інтернаціоналістів (25 знаків). Найкоротша назва у вулиці Миру, також до 2016 року була і вулиця Лазо (зараз — Академіка Патона.
- Найбагатша історія перейменувань — у вулиці Дмитра Донцова. Одна з найстаріших вулиць міста встигла побувати Німецькою (до 1915), Олексіївською (1915—1921), Карла Радека (1921—1929), Профінтерну (1929—1941), знову Олексіївською (1941—1943), знову Профінтерну (1943—2016), з 2016 року — вулиця Дмитра Донцова, а в 2022 році окупанти перейменували її на вулицю Павла Судоплатова.